# Hans Putzo
Hans Georg Putzo (* 16. September 1926 in München; † 27. November 2013 ebenda) war ein deutscher Richter und Rechtswissenschaftler.

## Werdegang
Putzo kam als Sohn eines Verlagskaufmanns zur Welt. 1944 erhielt er an einer Oberschule den Reifevermerk und wurde danach zum Kriegsdienst herangezogen. Er geriet in sowjetische Gefangenschaft, aus der er 1948 heimkehrte. Noch im gleichen Jahr nahm er an der Universität München ein Studium der Rechtswissenschaften auf. Nach sechs Semestern legte er 1952 die erste juristische  Staatsprüfung, 1954 die zweite Staatsprüfung ab. Dazwischen promovierte er 1953 bei Alfred Hueck.
Er trat in den bayerischen Justizdienst ein, wurde 1957 zum Landgerichtsrat und 1966 zum Landgerichtsdirektor ernannt. 1967 wurde er Vorsitzender Richter am Landgericht, 1978 Vorsitzender Richter am Oberlandesgericht München und 1984 Vorsitzender Richter am Bayerischen Obersten Landesgericht. Von 1988 bis zum Eintritt in den Ruhestand 1991 war er Vizepräsident des Bayerischen Obersten Landesgerichts.
Ab April 1974 war er Honorarprofessor an der Universität München.
Putzo kommentierte 38 Jahre lang bis 2006 Teile des Schuldrechts des BGB im Grüneberg (vormals Palandt). Bis einige Jahre vor seinem Ausscheiden aus dem Autorenteam lag ein Schwerpunkt seiner Kommentierung beim Kauf-, Miet- und Dienstvertragsrecht. Er war ebenfalls Herausgeber eines Kommentars zur Zivilprozessordnung, gemeinsam mit Heinz Thomas.

## Ehrungen
- 1993: Verdienstkreuz 1. Klasse der Bundesrepublik Deutschland